# علم مدغشقر
أعتمد علم مدغشقر (بالفرنسية: drapeau de Madagascar)‏ في 14 تشرين الأول - أكتوبر من سنة 1958 قبل عامين من استقلال البلاد حيث أعدت مدغشقر لإجراء استفتاء حول وضعها في فرنسا، ويتكون العلم المدغشقري من شريطين أفقيين أعلاهما الأحمر وأسفلهما الأخضر مع وجود شريط عمودي أبيض في جهة سارية العلم، والعلم المدغشقري مشابه للعلم البيلاروسي لكن بدون نمط الزخرفة الأحمر.
تمثل ألوان العلم تاريخ مدغشقر وتوقها إلى الاستقلال وطبقاتها التقليدية. ويتألف علم مدغشقر من ثلاثة الوان هي الأبيض والأخضر والأحمر، وكان اللونان الأحمر والأبيض لونيّ مملكة ميرينا، التي خضعت للحكم الفرنسي في عام 1896. تم استخدام اللونين في علم ملكة ميرينا الأخيرة، الملكة رانالوفا الثالثة. قد يشير اللونان إلى عودة الأصول الإثنية للشعب الملغاشي إلى جنوب شرق آسيا البحري، وقد اشتركا في تشكيل علم إندونيسيا. كان اللون الأخضر لون هوفا، الطبقة الاجتماعية الكبرى من عامة المزارعين، التي أدت دورًا هامًّا في النهضة المعادية لفرنسا وكذلك في حركة الاستقلال.

## الأعلام التاريخية

2:3  علم مملكة أنتانكرانا
2:3  علم مملكة أنتونجيل
2:3  علم مملكة بوينا [الإنجليزية]
2:3  علم مملكة مينابي
2:3  العلم الأول لمملكة تاماتاف، 1750-1819
2:3  العلم الثاني لمملكة تاماتاف، 1819-1822
2:3  العلم الثالث لمملكة تاماتاف، 1822-1826
2:3  العلم الرابع لمملكة تاماتاف، 1826-1828
2:3  علم مملكة طنيبة، 1822-1828
2:3  علم مملكة ميرينا، 1810-1885
2:3  علم محمية مدغشقر الفرنسية، 1885–1896
2:3  علم مستعمرة مدغشقر الفرنسية، 1896–1958

### الأعلام الرئاسية

#### جمهورية مدغشقر

2:3  فيليبرت تسيرانانا، 1959
2:3   فيليبرت تسيرانانا، 1959-1972
2:3  فيليبيرت تسيرانانا، 1959-1972، الوجه الخلفي
2:3  غابرييل رامانانتسوا، 1972-1975
2:3  غابرييل رامانانتسوا، 1972-1975، الوجه الخلفي

#### جمهورية مدغشقر الديمقراطية

2:3  ديدييه راتسيراكا، 1976–1993
2:3  ديدييه راتسيراكا، 1976-1993، الوجه الخلفي

#### جمهورية مدغشقر الثالثة

2:3 ألبرت زافي، 1993-1996
2:3 ألبرت زافي، 1993-1996، الوجه الخلفي
2:3  ديدييه راتسيراكا، 1998-2002
2:3  ديدييه راتسيراكا، 1998-2002، الوجه الخلفي